# 金尼·扎莱纳
E·金尼·扎莱纳是一位美国作家、战略家和前企业高管，曾任珍妮特·雷諾的法律顾问和阿尔·戈尔的白宮學者顾问，主要作品有《小趋势：决定未来大变革的潜藏力量》（Microtrends: The Small Forces Behind Tomorrow's Big Changes，与马克·佩恩合著）等。